# Ernst Tangermann
Ernst Tangermann war ein deutscher Fußballspieler.

## Leben
Ernst Tangermann war Mittelfeldspieler des Altonaer Fußball-Club von 1893. Als Altona 1893 erstmalig bei der Norddeutschen Fußballmeisterschaft antrat, wurden sie in der Saison 1908/09 sofort Meister. Im Finale konnte sich die Mannschaft mit Tangermann am 25. April 1909 gegen Eintracht Braunschweig mit 6:3 durchsetzen. Der Verein spielte auch in der Endrunde um die Deutsche Meisterschaft am 2. Mai 1909 beim 4:2-Viertelfinalsieg über den Rixdorfer TuFC Tasmania 1900 in Braunschweig und am 16. Mai 1909 bei der 0:7-Halbfinalniederlage beim Berliner TuFC Viktoria 89, wo Tangermann zum Einsatz gekommen war.
Sein Bruder Hermann spielte als Torhüter ebenfalls mit ihm für Altona 93.